# Gandawa-Wevelgem 2008
70. edycja Gandawa-Wevelgem odbyła się 9 kwietnia 2008 roku. Trasa tego belgijskiego, jednodniowego wyścigu liczyła 209 km ze startem w Deinze i metą w Wevelgem.
Zwyciężył reprezentant Hiszpanii Óscar Freire z grupy Rabobanku.

## Wyniki
| M-ce | Imię i nazwisko    | Kraj            | Drużyna             | Czas                        |
| ---- | ------------------ | --------------- | ------------------- | --------------------------- |
| 1.   | Óscar Freire       | Hiszpania       | Rabobank            | 5h 01' 35" (41,58 km/godz.) |
| 2    | Aurélien Clerc     | Szwajcaria      | Bouygues Télécom    | + 0"                        |
| 3    | Wouter Weylandt    | Belgia          | Quick Step          | + 0"                        |
| 4    | Erik Zabel         | Niemcy          | Team Milram         | + 0"                        |
| 5    | Kenny Dehaes       | Belgia          | Topsport Vlaanderen | + 0"                        |
| 6    | Luca Paolini       | Włochy          | Acqua & Sapone      | + 0"                        |
| 7    | José Joaquín Rojas | Hiszpania       | Caisse d’Epargne    | + 0"                        |
| 8    | Stuart O’Grady     | Australia       | Team CSC            | + 0"                        |
| 9    | Heinrich Haussler  | Niemcy          | Gerolsteiner        | + 0"                        |
| 10   | Roger Hammond      | Wielka Brytania | Team High Road      | + 0"                        |